# كوستاينيتسا (البوسنة والهرسك)
كوستاينيتسا ((بالصربية: Костајница)‏), هي مدينة وبلدية في شمال البوسنة والهرسك، وهي جزء من جمهورية صرب البوسنة. تقع في كرايينا. أنشأت البلدية من بلدية نوفي غراد ما قبل الحرب وهي تقع على حدود كرواتيا.

## التسمية

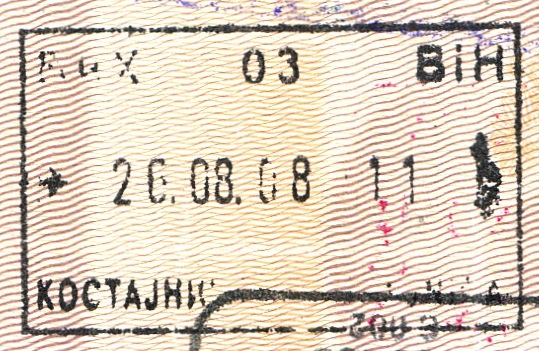
ختم جواز السفر يحمل فقط اسم كوستاينيتسا.

خلال الحرب البوسنية، تم تغيير اسمها إلى جمهورية كوستاينيتسا (Српска Костајница). بعد ذلك تم تغيير اسم المدينة إلى كوستاينيتسا.

## التركيبة السكانية

### 1991
في تعداد عام 1991 كوستاينيتسا كانت جزءا من نوفي غراد وكان عدد سكانها 3,768 نسمة بما في ذلك:
- 1,715 الصرب
- 1,659 البوشناق
- 182 اليوغوسلاف
- 126 الكروات
- 86 أخرى

ملاحظة: الغالبية العظمى من الذين أعلنوا أنفسهم كمسلمين في عام 1991 يعتبرون أنفسهم من البوشناق منذ حرب البوسنة والهرسك.

### تعداد 2013
| بلدية       | الجنسية | الجنسية | الجنسية | الجنسية | الجنسية | الجنسية | الكلي |
| بلدية       | بوسنيون | %       | كروات   | %       | صرب     | %       | الكلي |
| ----------- | ------- | ------- | ------- | ------- | ------- | ------- | ----- |
| كوستاينيتسا | 1,460   | 24.42   | 86      | 1.43    | 4,315   | 72.19   | 5,977 |

نص الصفحة.

## التاريخ
من عام 1929 إلى عام 1941، بوزانسكا كوستاينيتسا كانت جزءا من فرباس بانوفينا من مملكة يوغوسلافيا.

## وصلات خارجية
- الموقع الرسمي (بالصربية)
- كوستاينيتسا (بالصربية)